# Międzynarodowa Szkoła Bankowości i Finansów w Katowicach
Międzynarodowa Szkoła Bankowości i Finansów – instytucja kształcąca wysokokwalifikowane kadry na potrzeby banków i instytucji finansowych.
Została założona w 1991 roku przez Narodowy Bank Polski, największe polskie banki oraz francuskie Centre de Formation de la Profession Bancaire - celem wsparcia działalnością szkoleniową procesu transformacji polskiego systemu bankowego. Sama również jest założycielem. W roku 1996 z inicjatywy MSBiF powstała Wyższa Szkoła Bankowości i Finansów w Katowicach.
Misją Międzynarodowej Szkoły Bankowości i Finansów jest działanie na rzecz szeroko rozumianego środowiska bankowo - finansowego, poprzez prowadzenie najwyższej jakości szkoleń doskonalących wiedzę i praktyczne umiejętności pracowników sektora bankowego i finansowego.

## Działalność
MSBiF realizuje zadania w następujących obszarach:
- szkolenia pracowników banków i innych instytucji finansowych,
- projekty szkoleniowe finansowane ze środków pomocowych Unii Europejskiej,
- wynajem sal wykładowych i pokoi gościnnych w ramach działalności Centrum Konferencyjnego.
Szkoła oferuje ponad 200 programów szkoleń krótko - i długoterminowych, obejmujących wszystkie najważniejsze aspekty bankowości, w tym m.in. ogromny wybór szkoleń z zakresu działalności kredytowej banku, a także szkolenia rozwijające kompetencje menedżerskie, umiejętności interpersonalne i społeczne, jak również szkolenia dotyczące sprzedaży i obsługi klienta. Ponadto MSBiF realizuje szkolenia przygotowujące do uzyskania Europejskiego Certyfikatu Bankowca EFCB oraz egzaminy w ramach ECB EFCB, a także bankowe programy kwalifikacyjne w Systemie Standardów Kwalifikacyjnych w Bankowości. Dzięki nawiązaniu współpracy z CRM SA, od niedawna w ofercie MSBiF znajdują się również akredytowane szkolenia i egzaminy dające możliwość poznania i wdrożenia metodyki zarządzania projektami PRINCE2 TM.
PRINCE2 TM jest znakiem handlowym Office of Government Commerce.

## Projekty szkoleniowe współfinansowane ze środków Unii Europejskiej
Na szczególną uwagę zasługuje realizacja przez MSBiF szkoleń współfinansowanych ze środków Unii Europejskiej. Szkoła należy do firm o największym w tym względzie doświadczeniu w Polsce - w ramach realizacji dużych projektów szkoleniowych na rzecz sektora bankowego.
W okresie styczeń 2005 - marzec 2006 MSBiF zrealizowała współfinansowany ze środków Europejskiego Funduszu Społecznego projekt Doskonalenie umiejętności zawodowych i menedżerskich pracowników Kredyt Banku SA. W trakcie Projektu zostało przeszkolonych 1 135 pracowników Kredyt Banku S.A. w ramach 15 zagadnień tematycznych z zakresu legislacji bankowej, działalności kredytowej, rachunkowości, sprzedaży, itp. Wartość Projektu to ok. 1 mln złotych
W okresie grudzień 2006 - styczeń 2007 zrealizowano projekt Efektywne zarządzanie personelem w nowoczesnej organizacji - szkolenia dla kadry kierowniczej. MSBiF była Liderem Konsorcjum realizującego Projekt, w ramach którego przeszkolono prawie 3 300 członków kadry menedżerskiej Banku PKO Bank Polski S.A. W okresie 10 miesięcy zrealizowano 105 4 - dniowych szkoleń. Projekt również był współfinansowany przez EFS. Wartość Projektu to 2,4 mln złotych.

## Klienci MSBiF
W szkoleniach organizowanych przez MSBiF wzięło dotychczas udział ponad 116 400 słuchaczy.
Do największych klientów MSBiF należą: PKO BP S.A., Kredyt Bank S.A., Getin Bank S.A., Bank Zachodni WBK SA, Millenium Bank S.A., ING Bank Śląski S.A., Bank Pekao S.A., Bank Gospodarki Żywnościowej S.A., itd.

## Akredytacje
Szkoła posiada następujące akredytacje:
- akredytacja European Bank Training Network uprawniająca do organizacji egzaminów pozwalających uzyskać Europejski Certyfikat Bankowca ECB EFCB.
- uprawnienie do organizowania egzaminów pozwalających na ubiegane się o tytuł dyplomowanego pracownika bankowego, samodzielnego pracownika bankowego, specjalisty z zakresu operacji bankowych krajowych i zagranicznych oraz specjalisty z zakresu analizy kredytowej i fundamentalnej, w ramach Systemu Standardów Kwalifikacyjnych w Bankowości Polskiej.
- akredytacja Ministerstwa Finansów - Generalnego Inspektoratu Informacji Finansowej uprawniająca do realizacji szkoleń z zakresu przeciwdziałania wprowadzaniu do obrotu finansowego wartości majątkowych pochodzących z nielegalnych lub nieujawnionych źródeł.